# شهاب‌سنگ آهنی آی‌آی‌ای
شهاب‌سنگ‌های آهنی از نوع شیمیایی آی‌آی‌ای (به انگلیسی: IIE iron meteorite) نوعی اکتاهدرایت با زبری گوناگون هستند که بیشترشان حاوی اِدخال‌های پرشماری از سیلیکات‌های سنگی بازبلوری شده می‌باشند.

## پیشینه
اگر خرده‌سیاره‌ای در یک و نیم میلیارد سال نخست ظهور منظومه خورشیدی شکل گرفته باشد، ممکن است عناصر پرتوزای کم‌عمر با گرمای ناشی از واپاشی خود آن را ذوب کرده باشند. خرده‌سیارات ذوب نشده می‌توانند دیرتر شکل گرفته باشند، یعنی زمانی که ماده تشکیل دهنده آنها مقادیر کمتری عناصر پرتوزا در خود داشته و در نتیجه برای ذوب شدن خرده‌سیاره ناکافی بوده‌اند.
شواهد کمی از شهاب‌سنگ‌هایی که هر دو بخش ذوب شده و ذوب نشده را با هم داشته باشند وجود دارد، به جز خانواده نادری از آنها که شهاب‌سنگ‌های آهنی از نوع آی‌آی‌ای هستند.
شهاب‌سنگ‌های آهنی نوع آی‌آی‌ای عجیب و نامتعارف هستند. آنها هم نشانه‌هایی از اجرام اولیه که هرگز ذوب نشده‌اند را در خود دارند و هم ویژگی‌هایی را دارا هستند که نشان می‌دهند از جرمی کاملاً یا نسبتاً ذوب شده نشأت گرفته‌اند. ستاره‌شناسان نمی‌دانند این شهاب‌سنگ‌ها را در چه دسته‌ای طبقه‌بندی کنند.